# 昂迪兹
昂迪兹（法語：Anduze，法語發音：[ɑ̃dyz]），法国南部城市，奥克西塔尼大区加尔省的一个市镇，隶属于阿莱斯区，其市镇面积为14.6平方公里，2022年1月1日时人口数量为3,322人，在法国市镇中排名第3,377位。
昂迪兹位于加尔省北部，塞文山脉东南边缘，加尔东河畔，近代因出产花瓶而闻名，是一个区域性的中心城市。

## 地名来源
“Anduze”一名的来源及含义均尚有待考证。在十九世纪以前，当地曾使用“Anduse”作为官方名称。
昂迪兹所处区域历史上曾通行朗格多克方言，“Anduze”在奥克语维基百科中和同语言的Openstreetmap中被标记为“Andusa”。

## 历史

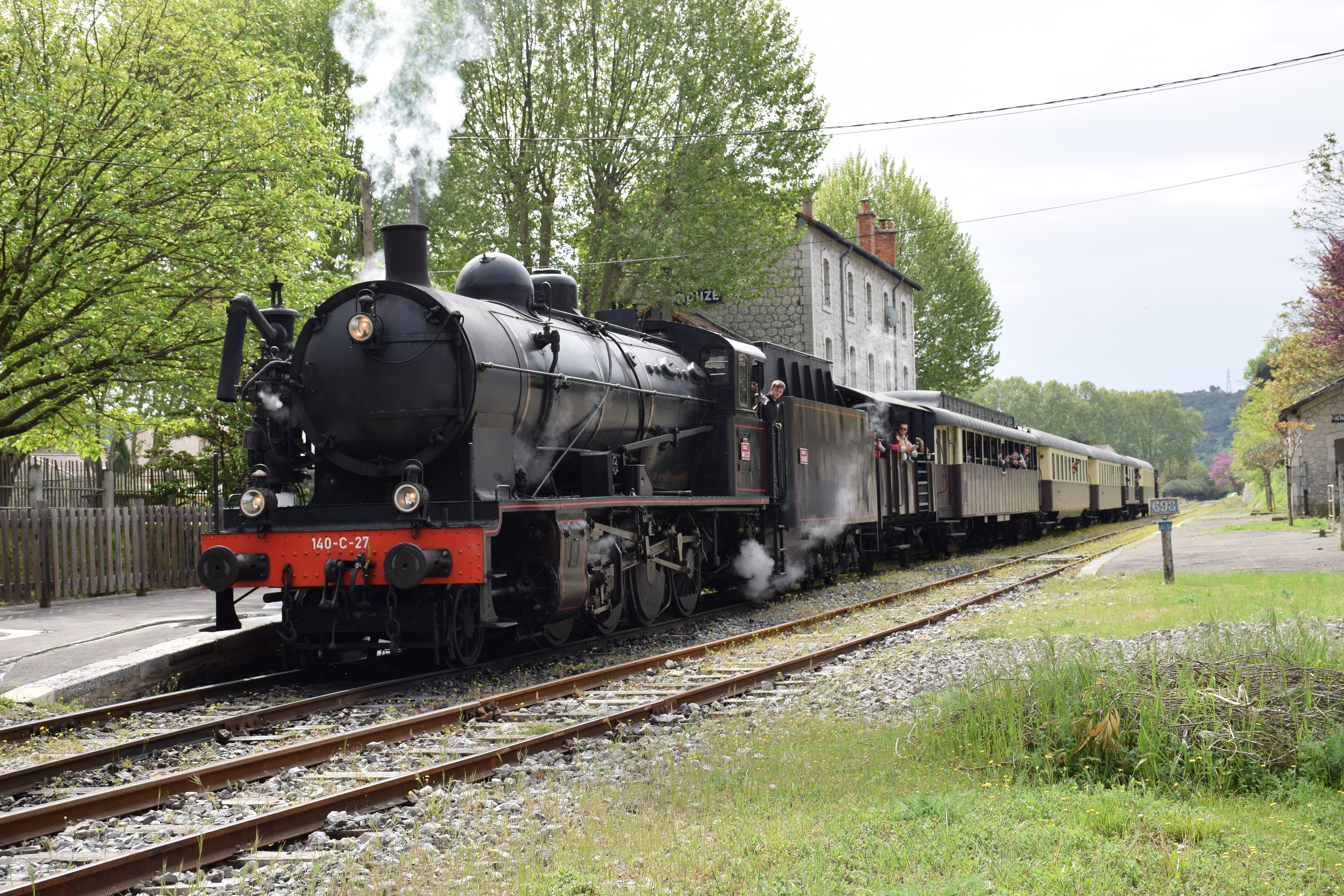
昂迪兹火车站内停靠的蒸汽旅游列车

昂迪兹的早期历史尚不清楚。中世纪时，昂迪兹长期为图卢兹伯国的一部分。十三世纪时，图卢兹伯国被法兰西王国吞并，在路易九世的要求下，昂迪兹城堡于1254年被拆除，其原址被改为一座监狱。中世纪末，当地因出产昂迪兹花瓶而闻名。宗教战争期间，昂迪兹被新教徒占领并长期成为一处新教徒活动中心，当地的天主教堂于1600年被改建为新教教堂。法国大革命后，昂迪兹成为加尔省的一个市镇。1823年，昂迪兹新教大教堂建成。工业革命期间，途经昂迪兹的莱藏—加尔省圣让铁路建成通车，后于二战期间关闭，战后部分路段被利用开行塞文山蒸汽火车。
在行政区划方面，昂迪兹在1793至2014年间曾为同名县的县治。

## 地理

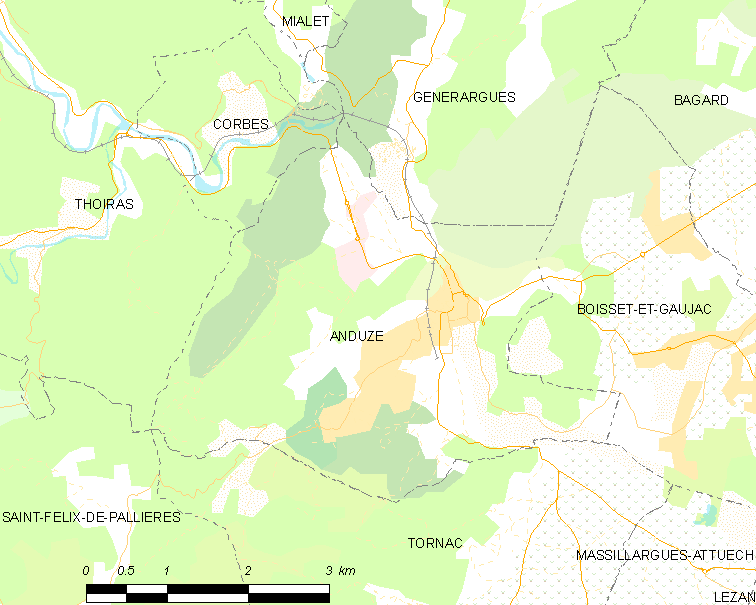
昂迪兹市镇范围地图

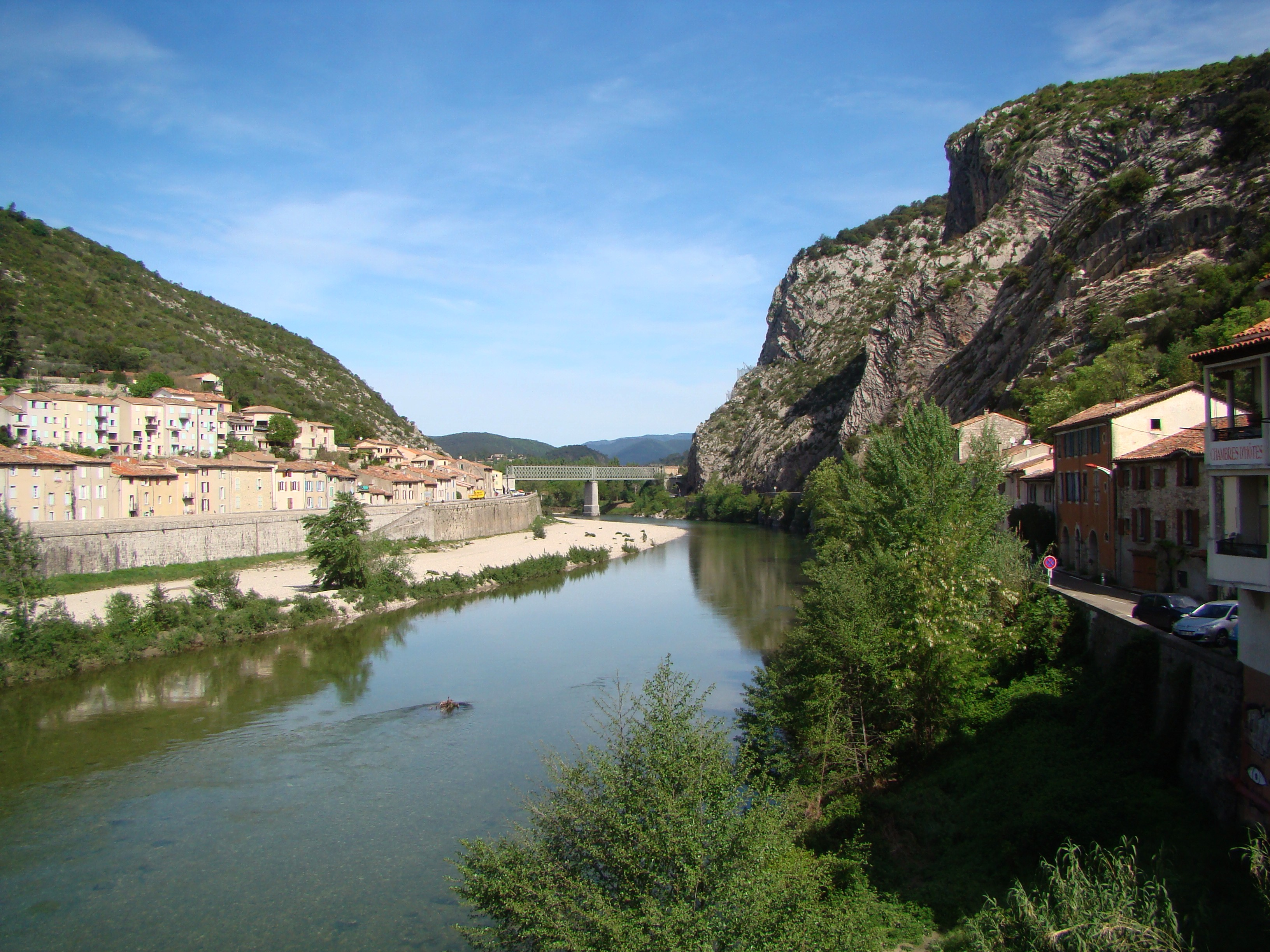
加尔东河“塞文山之门”峡谷

昂迪兹位于法国南部，奥克西塔尼大区东部和加尔省北部，距离省会尼姆大约47公里。与昂迪兹接壤的市镇包括：布瓦塞和戈雅克、科尔贝斯、热内拉尔格、图瓦拉斯和托尔纳克。

### 地形
昂迪兹位于塞文山脉东南部的山前冲积带上，境内以山地和河谷为主，市镇中心位于一处被称为“塞文山之门”的峡谷出口右侧，西侧为“Saint Julien”和“Capélans”两处山头，北侧为“La Bahou”坝子，全境海拔在117到443米之间。

### 水文
加尔东河自北向东南流经昂迪兹镇中心，其右岸支流“Pallière”和“Graviès”在此与其交汇。

### 植被
昂迪兹属于温带阔叶混交林区，林地多分布于河流附近及坡地地带，部分山麓地带被开辟为葡萄酒种植园，镇中心的科德利埃公园（Parc des Cordeliers）是当地的一处城市绿地。
在鲜花城市的评比中，昂迪兹被评为1星级鲜花城市。

### 气候
昂迪兹在柯本气候分类法中属于带有温带气候特征的地中海气候（Csb）。

## 行政区划
昂迪兹的市镇编号为30010，邮政编号为30140。
在行政管理方面，昂迪兹隶属于法国奥克西塔尼大区加尔省阿莱斯区；在地方选举方面，昂迪兹隶属于阿莱斯第一县，其市镇范围全境被划入加尔省第五选区；在社会管理方面，昂迪兹是阿莱斯城市圈公共社区的组成部分。
截至2024年12月，昂迪兹市镇范围内暂无任何城市敏感街区及城市政策优先街区。
法国国家统计与经济研究所（简称“INSEE”）在进行数据统计时，将昂迪兹及相邻的另外21个市镇设为阿莱斯城市核心区，并将包括核心区在内的周边共52个市镇划为阿莱斯城市区。自2020年起，阿莱斯城市区被包含64个市镇的阿莱斯城市辐射区代替。此外，INSEE还将昂迪兹市镇整体看作一个“块区”（IRIS），以便于统计人口分布情况。

## 交通

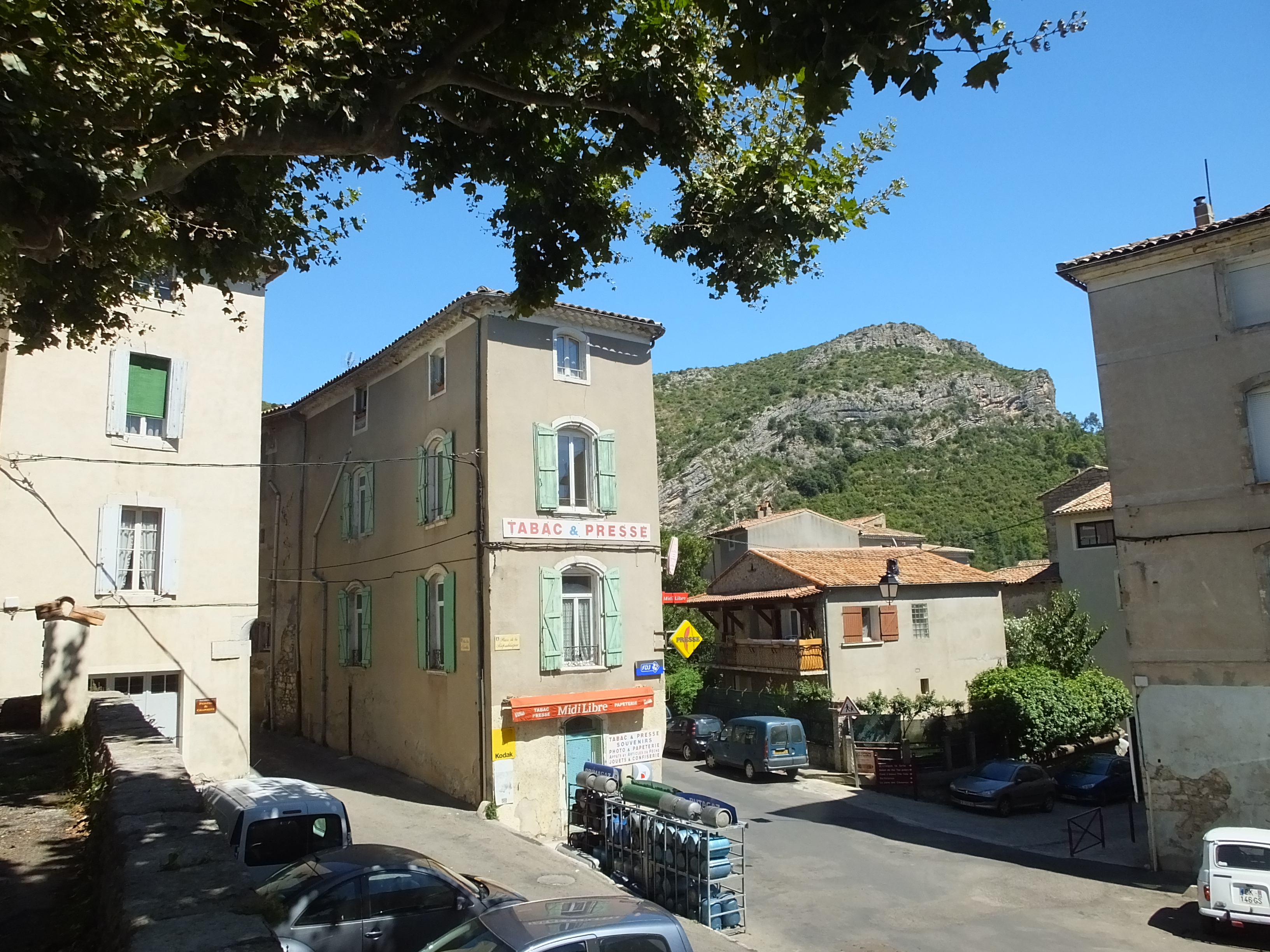
共和国广场

### 公路
加尔省省道D129线、D133线、D366线、D907线和D910A线在昂迪兹境内交汇。奥克西塔尼大区公共交通（商业名称为“Lio”）下属的112线、142线、710线和833线经过昂迪兹，可前往尼姆、圣伊波利特迪福尔、阿莱斯、勒维冈等地。
2021年，55.3%的昂迪兹家庭拥有至少一辆私人汽车。2022年，昂迪兹境内共发生各类交通事故2起，造成2人重伤。
| 25 | 47 |

| 尼姆 | 51 |

| 阿莱斯 | 14 |

| 圣伊波利特迪福尔 | 20 |

### 铁路
距离昂迪兹最近的运营中的客运铁路车站为16公里外的阿莱斯站，该站停靠往返于尼姆和芒德一线的区域列车，部分班次可直通克莱蒙费朗及蒙彼利埃。

### 航空
昂迪兹距离尼姆机场的公路里程大约58公里。

### 城市公共交通
昂迪兹是阿莱斯地区公共交通（商业名称为“Ales'Y”）的服务覆盖范围。截至2024年12月，该系统共包括数十条各类公交线路，其中公交71路、72路、73路、74路、81路、84路经过昂迪兹市区。

## 政治
昂迪兹的现任市长为吉纳维芙·布朗女士（Geneviève BLANC），她是生態主義者—歐洲生態綠黨的一名成员，在2020年的市政选举中获得了53.06%的支持率。
在2022年的法国总统大选的第二轮选举中，法国第25任总统埃马纽埃尔·马克龙在昂迪兹获得了56.38%的支持率。

## 人口
2021年，昂迪兹市镇人口数量为3,324，在法国排名第3,377位。其中男性1,514人，女性1,810人，75岁及以上人口占14.1%，外籍人口数量为158人，人口密度为228人/平方公里，当地居民被称为（男性）或（女性）。2022年，昂迪兹境内出生22人，死亡人口69人。
| 昂迪兹1901年－2021年人口变化情况 |
|                                  |
| 数据来源：Cassini、INSEE         |

## 经济
昂迪兹是一个区域性的中心城市。截至2024年12月，昂迪兹市镇范围内共有各类用人单位（包含自雇）818家，平均历史为17年，均为中小型企业（PME），2024年10月至12月间，当地的经济活力指数为0。（零食）、（公路客运）及（食品零售）是当地2022年已公布营业额最高的三个企业，分别为19,656,087欧元、5,568,604欧元和2,067,605欧元。

## 财政与居民收入
2023年，昂迪兹的财政收入总额为3,667,300欧元，财政支出总额为3,234,180欧元，当年的债务总额为2,043,490欧元。2023年，昂迪兹市镇通过增值税获得81,140欧元的收入，此外当地还共获得了409,000欧元的国家直接财政补助。
| 昂迪兹居民收入情况                               | 昂迪兹居民收入情况 | 昂迪兹居民收入情况    | 昂迪兹居民收入情况 |
| 内容                                             | 昂迪兹             | 法国                  | 统计年份           |
| ------------------------------------------------ | ------------------ | --------------------- | ------------------ |
| 征税家庭总数                                     | 1,628              | 1,081（法国市镇平均） | 2022年             |
| 居民平均月收入                                   | 1,990欧元          | 2,435欧元             | 2022年             |
| 高级职员人均月收入                               | 3,692欧元          | 4,331欧元             | 2021年             |
| 中级职员人均月收入                               | 2,160欧元          | 2,470欧元             | 2021年             |
| 普通职员人均月收入                               | 1,667欧元          | 1,801欧元             | 2021年             |
| 贫困率                                           | 24%                | 14.5%                 | 2020年             |
| 青壮年（15至64岁）失业率                         | 22.7%              | 7.4%                  | 2020年             |
| 征税家庭数量占比                                 | 29.7%              | 45.5%                 | 2020年             |
| 家庭年均纳税                                     | 2,998欧元          | 4,393欧元             | 2022年             |
| 资料来源：INSEE、L'Internaute、Le Journal du Net |                    |                       |                    |

## 社会事务

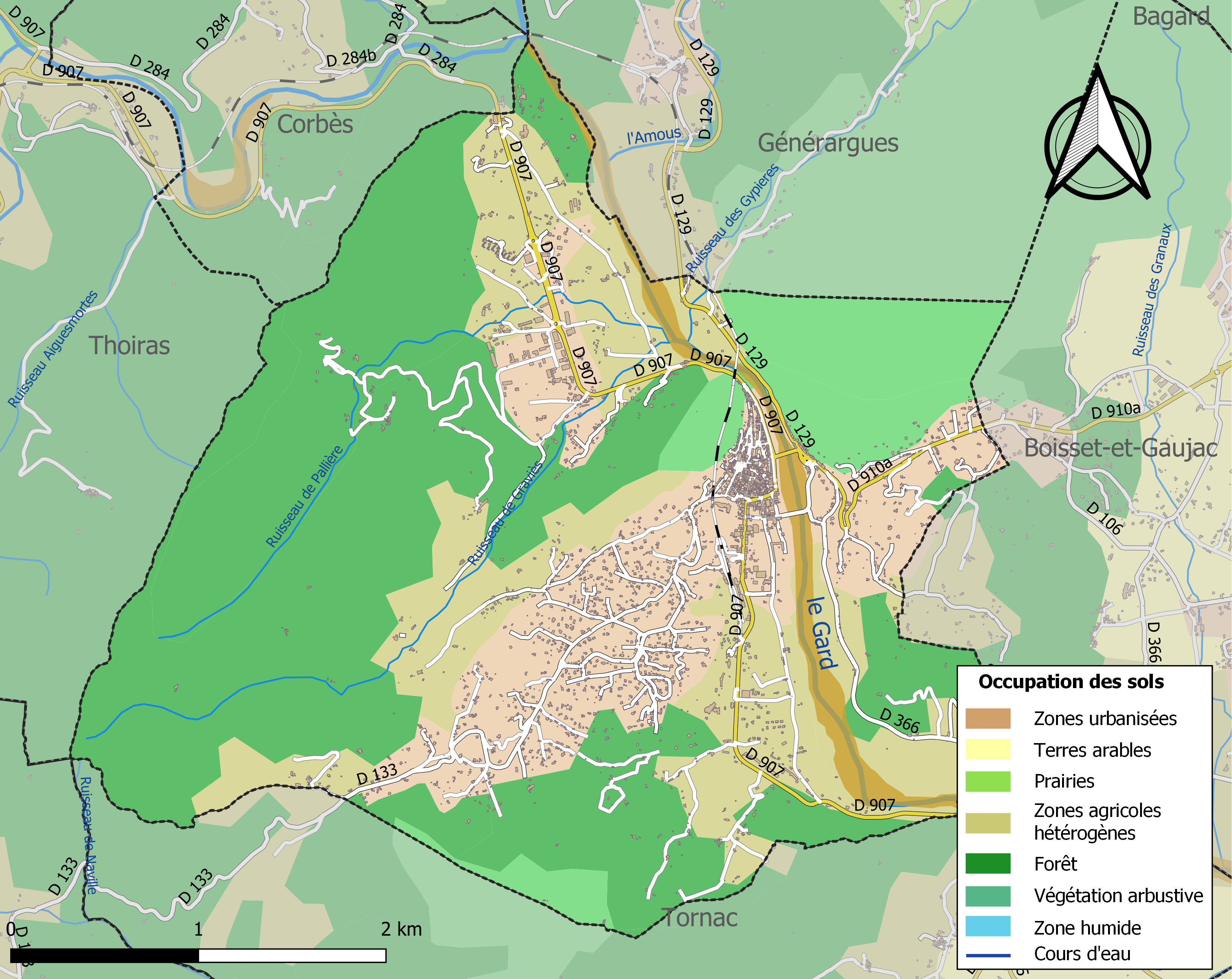
昂迪兹土地利用情况地图

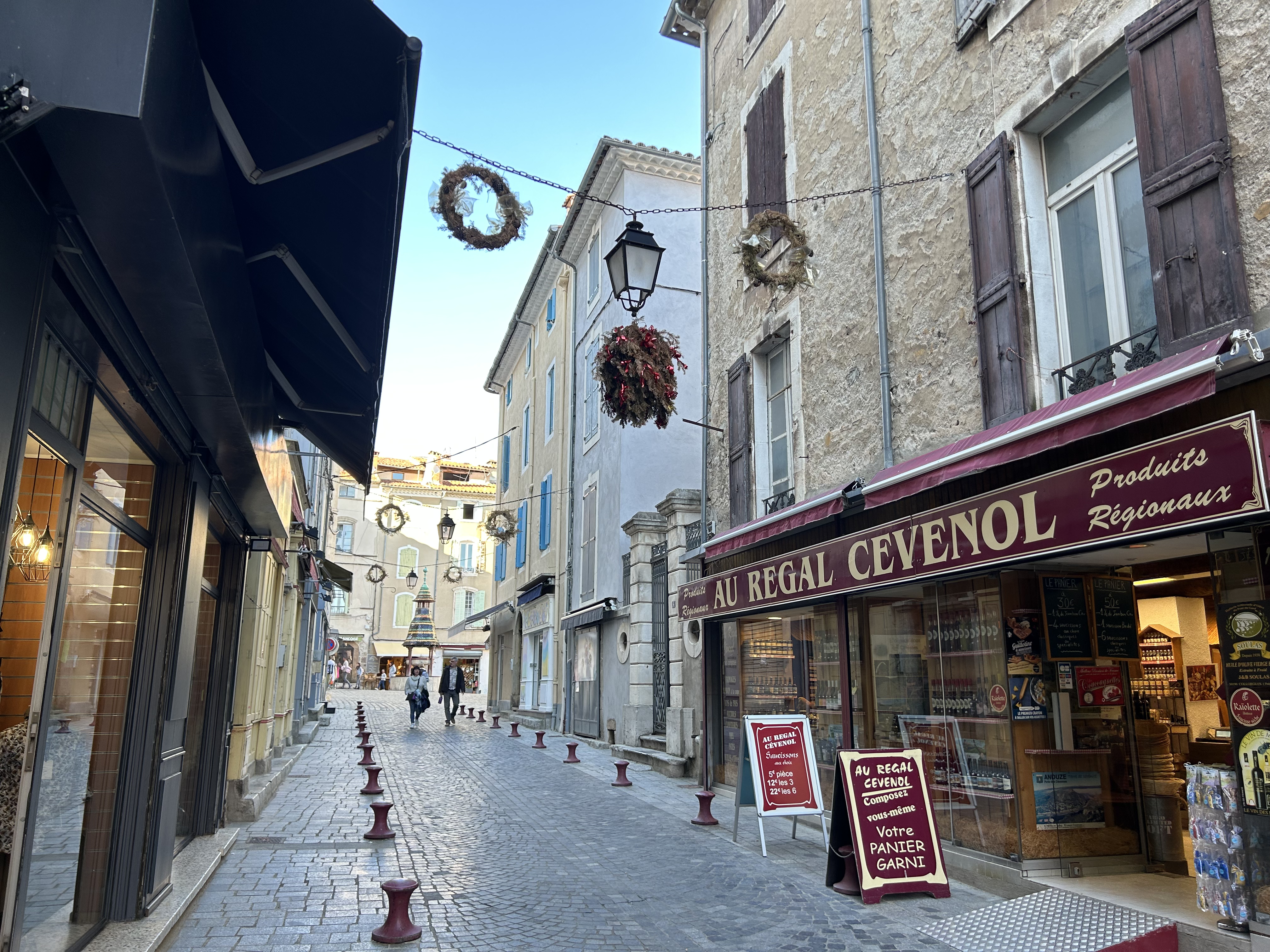
新街

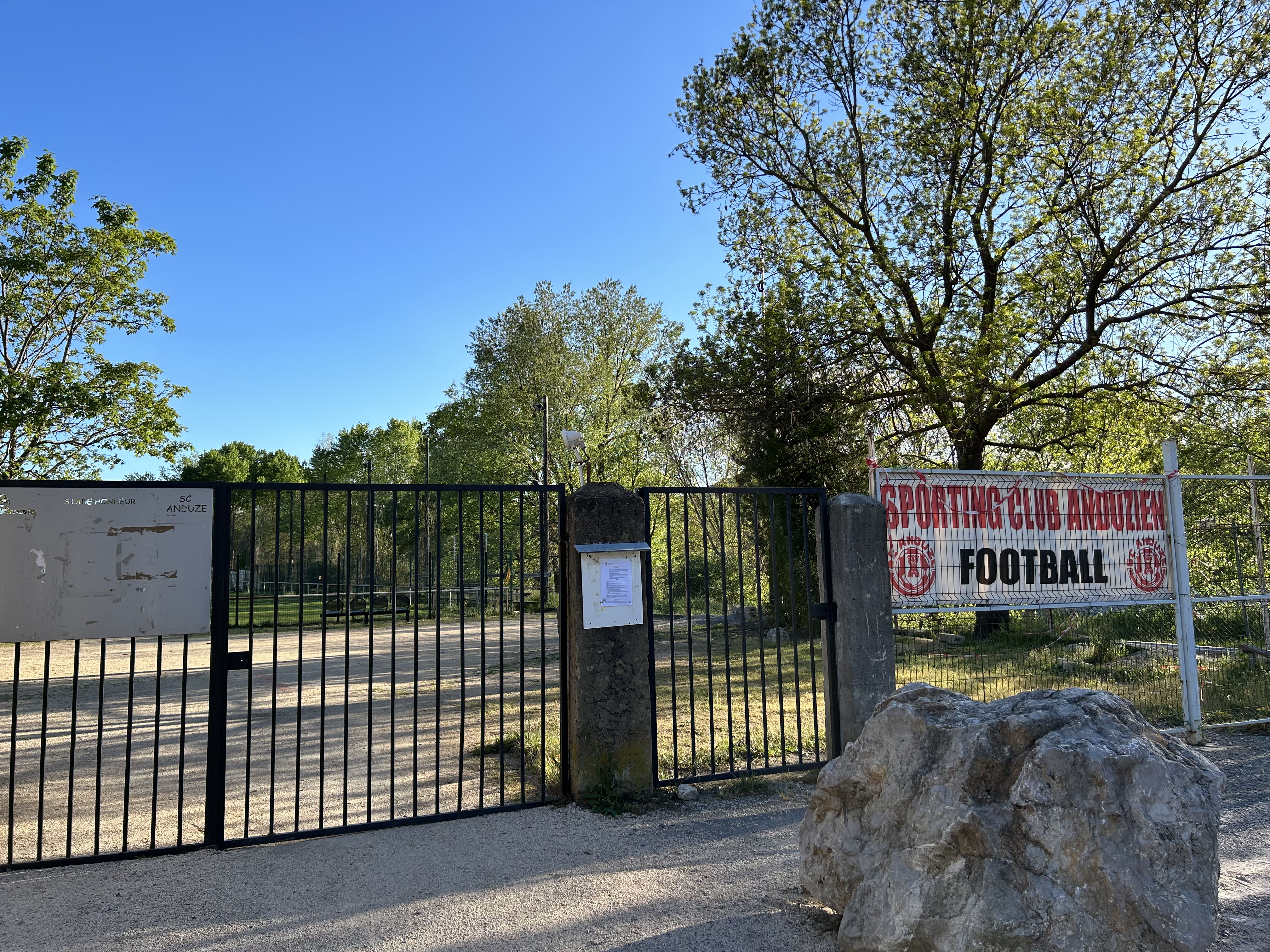
朗格拉斯球场

### 教育
昂迪兹属于蒙彼利埃学区。截至2023年1月1日，昂迪兹境内共有1所幼儿园、2所小学、2所初级中学、1所普通高中。2022至2023学年度，昂迪兹境内共有在校中等教育阶段学生514名。

### 医疗
截至2023年1月1日，昂迪兹境内共有全科医生6名、保健师6名、牙医4名和护士17名。境内共有药房1家、养老院2家。
距离昂迪兹最近的区域性医疗机构为阿莱斯中心医院，其全名为“阿莱斯塞文山中心医院”（Centre Hospitalier Alès-Cévennes），其主病区医院位于阿莱斯东北侧，距离昂迪兹市区的正常车程大约22分钟，该院设有床位860个，是阿莱斯区内规模最大的公立综合性医院。

### 住房
2021年，昂迪兹境内共有各类住房2,414套，其中53.8%为独立式住宅，45.7%为集中式住宅。常住房屋占昂迪兹市镇范围内居民建筑总量的68.5%。
在住房保障政策方面，2023年，昂迪兹境内共有940户家庭获得了家庭津贴补助，受益人数占总人口数量的28.3%，其中540份为房租补助。

### 商业
2021年，昂迪兹境内共有各类实体商铺158家，其中餐厅37家、大型超市5家、杂货店1家、面包房11家、肉铺4家、书店3家、装饰品店1家、银行门店2家、美容美发店5家、汽车维修店8家。昂迪兹镇中心南部建有一家Super U超市。

### 体育
2023年，昂迪兹境内共有1间体育馆、1座综合体育场、1处网球场、1处马术场以及1处足球或橄榄球场。
截至2024年12月，昂迪兹体育俱乐部（Sporting Club Anduzien，编号511921）是昂迪兹境内唯一的一家注册足球俱乐部，其主队2024至2025赛季参加奥克西塔尼大区足球联赛丙组（法国第八级别），其主场为朗格拉斯球场（Stade de L'Anglas）。

### 环境
昂迪兹的环境事务由其所属的阿莱斯城市圈公共社区联合各级政府协调负责。2021年，昂迪兹境内暂无污染企业。

### 治安
2021年，昂迪兹市镇范围内共有1处宪兵队。
2023年，昂迪兹市镇范围内累计记录各类案件201起，其中盗窃类案件57起，人身侵犯类案件66起，毒品交易类案件36起。

## 文化
2021年，昂迪兹境内暂无任何文化设施。昂迪兹境内建有露西·马佐里克多媒体中心（Médiathèque Lucie Mazauric），每周一至六向公众开放。

### 建筑
昂迪兹境内有多处历史建筑，其中新教大教堂、钟楼塔等为法国国家文物保护单位等，教堂则是当地的地标性建筑物。

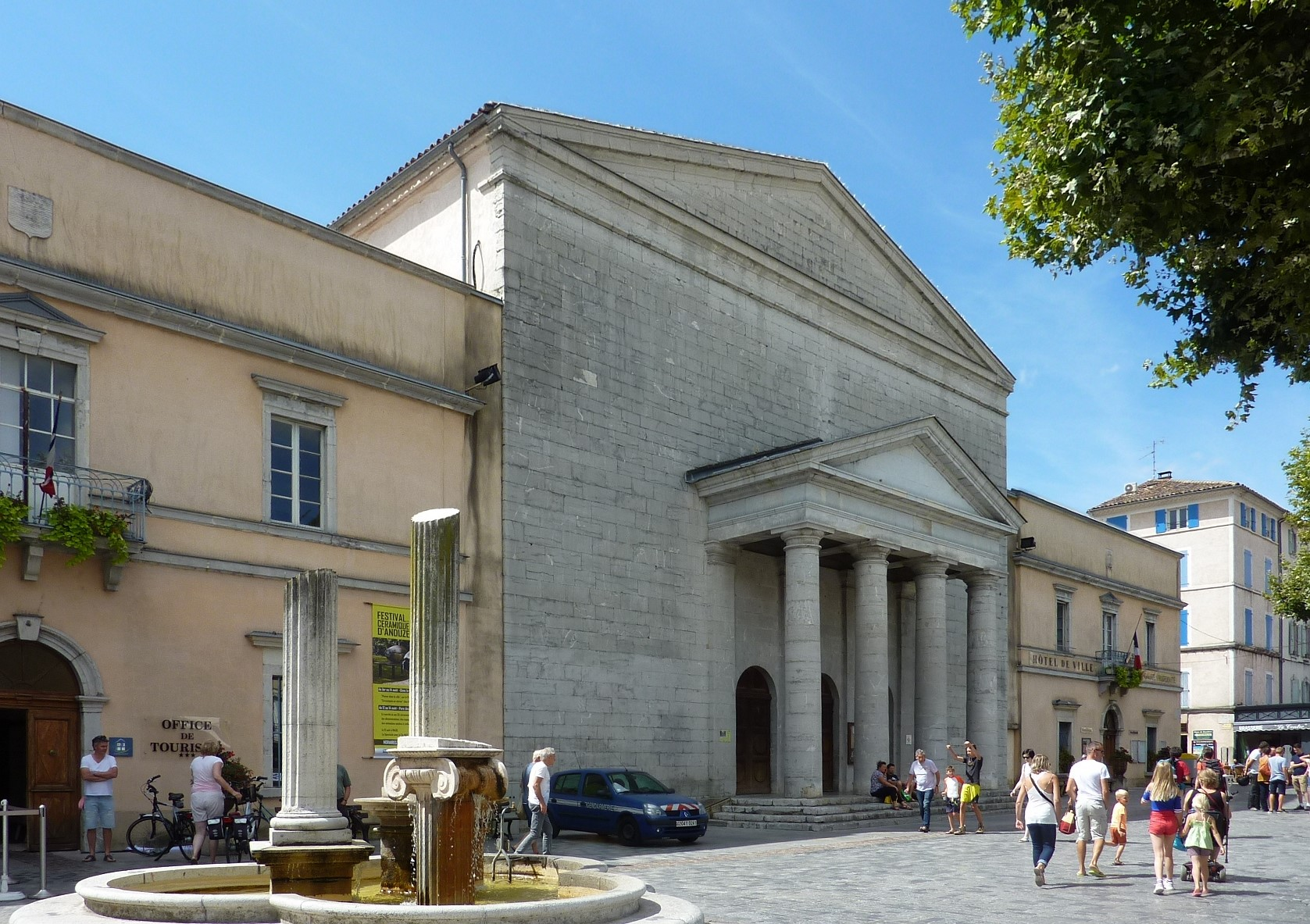
新教大教堂（法语：Grand temple d'Anduze）
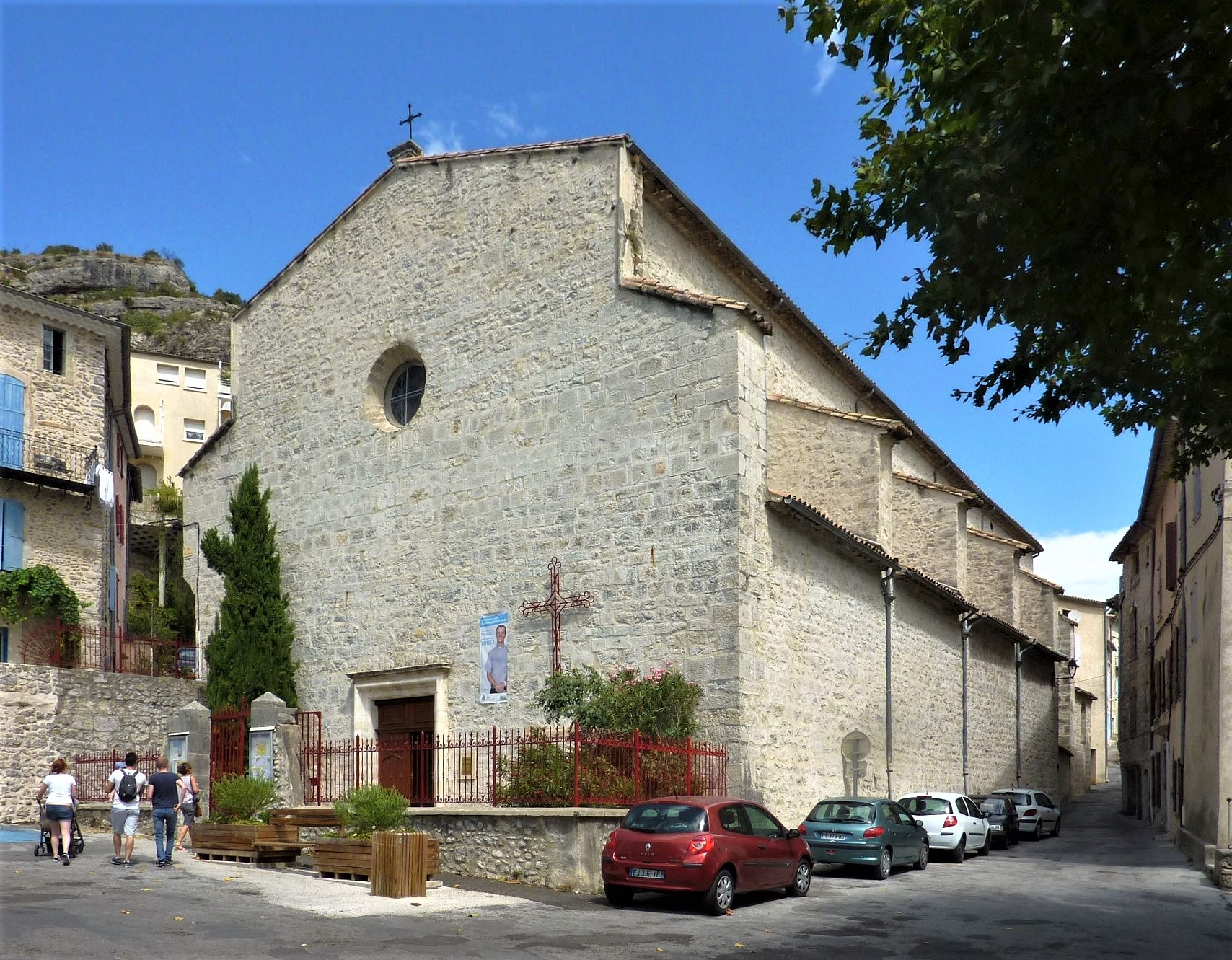
圣艾蒂安教堂
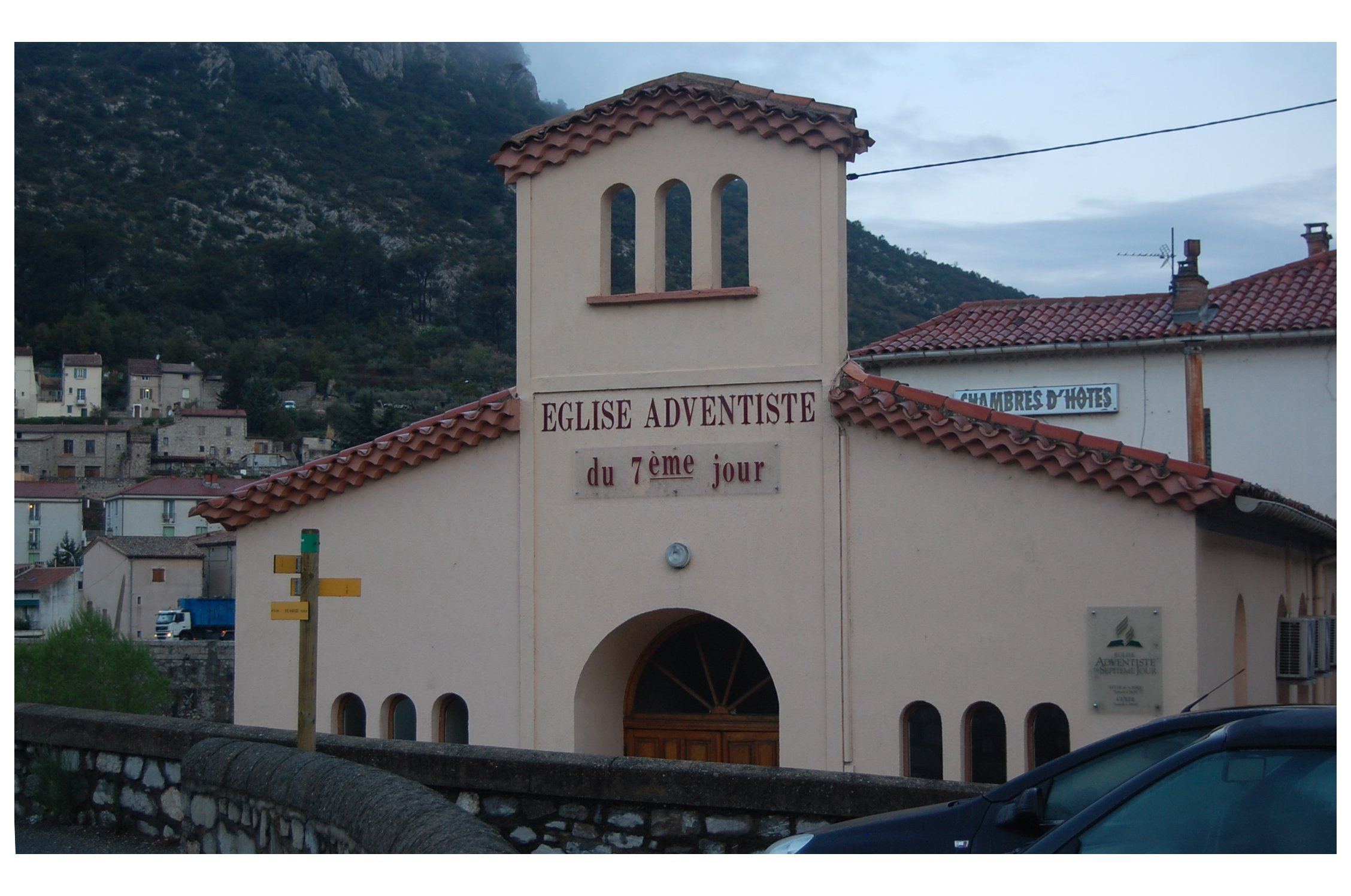
福音教堂
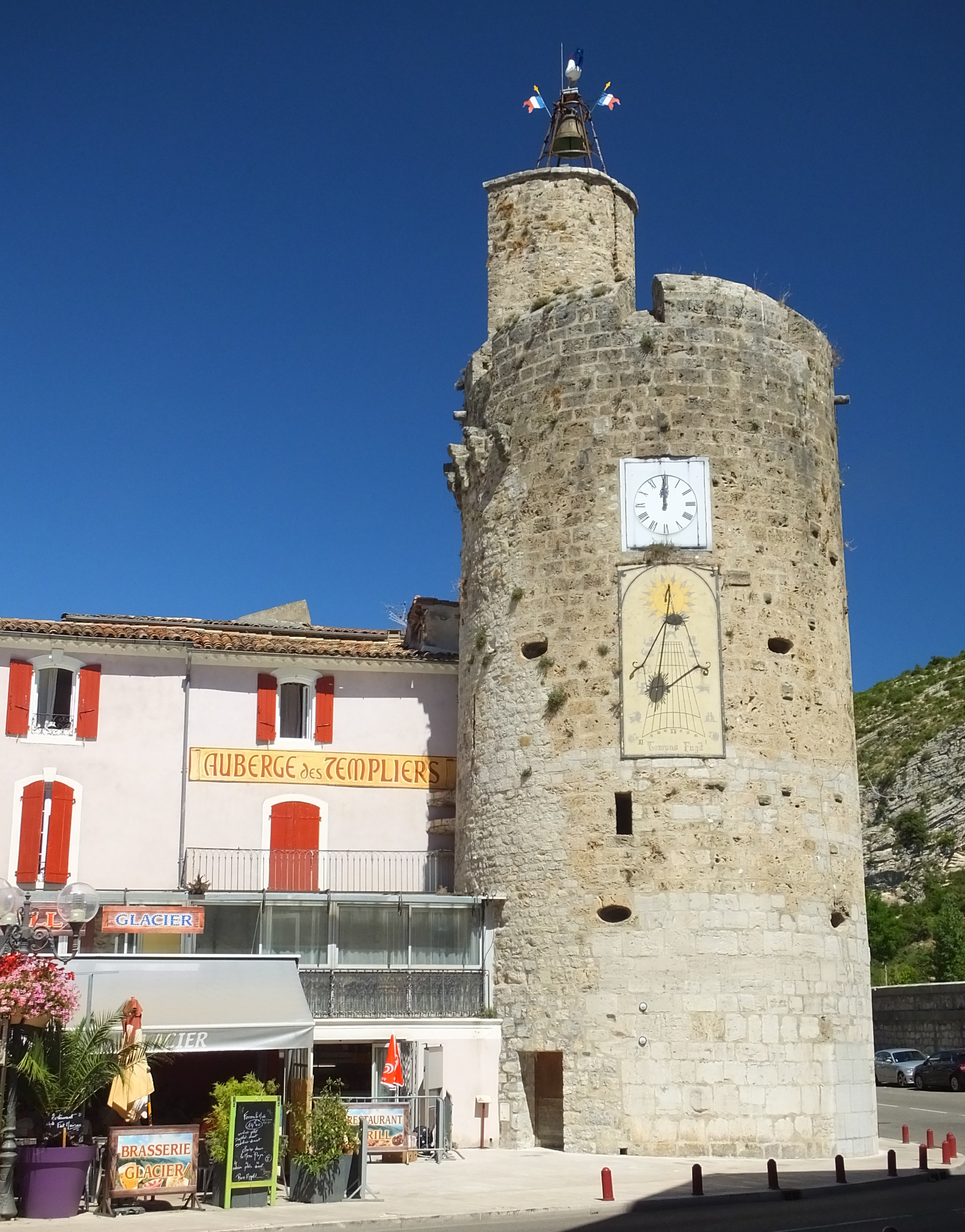
钟楼塔
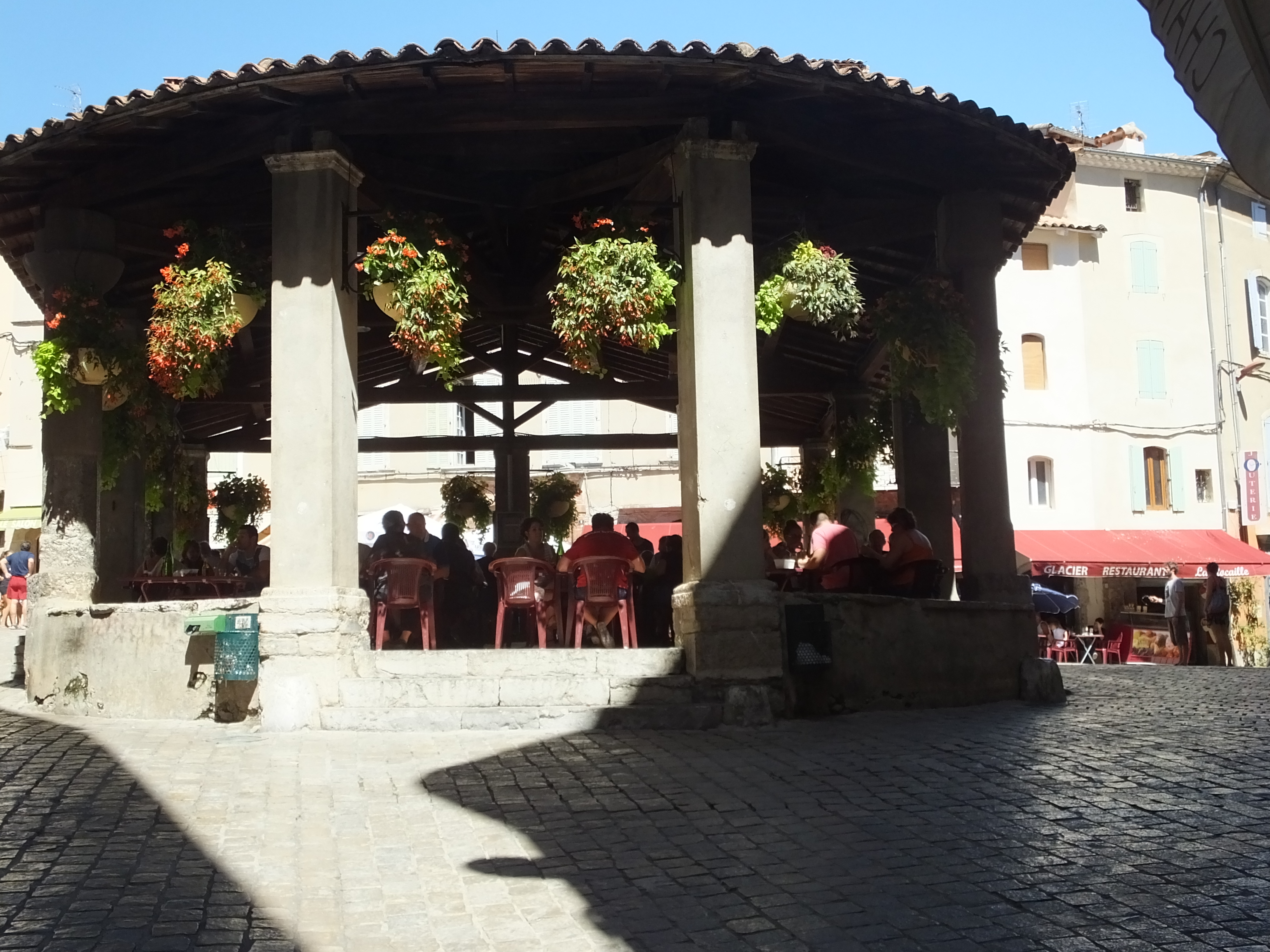
集市大堂
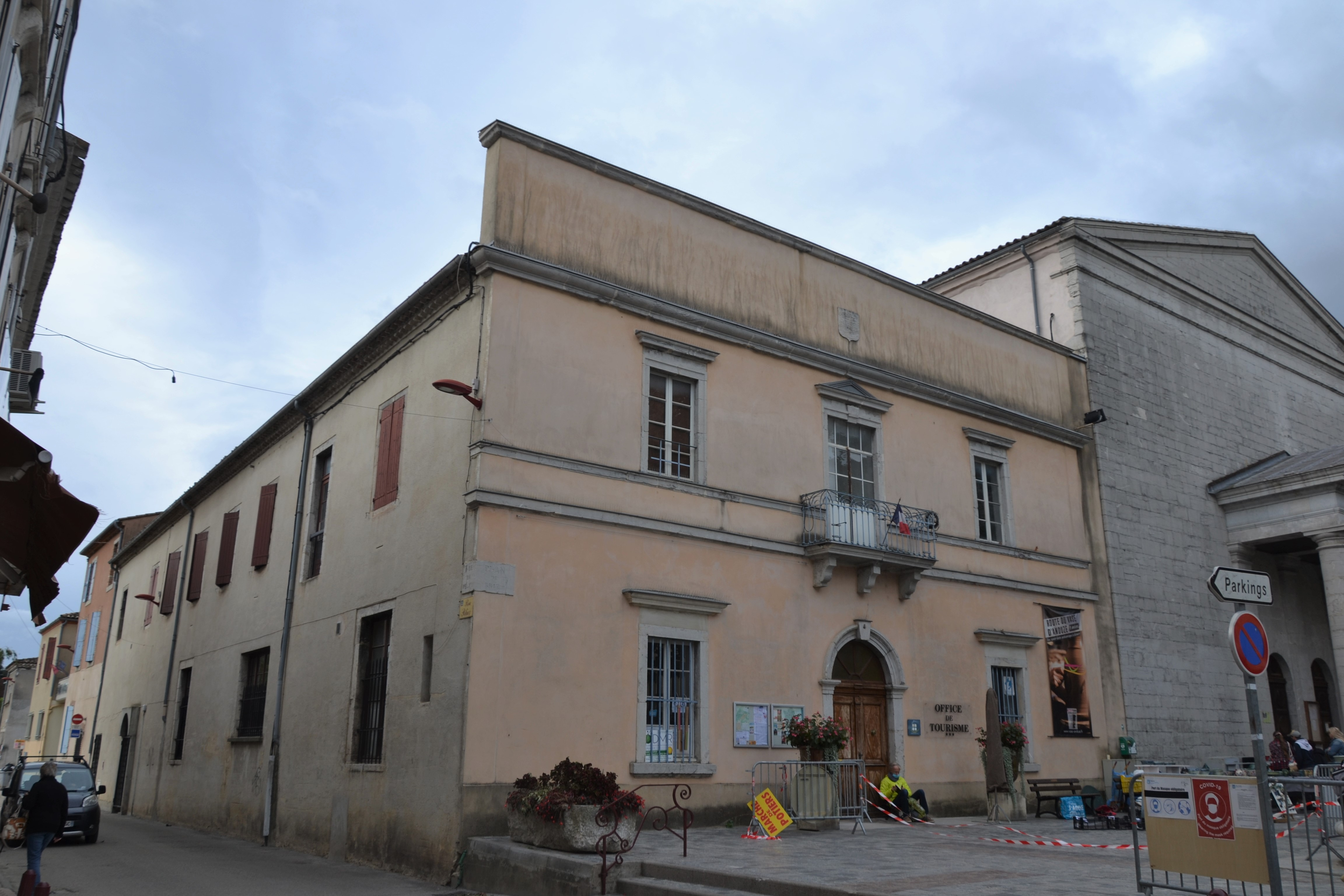
游客接待中心
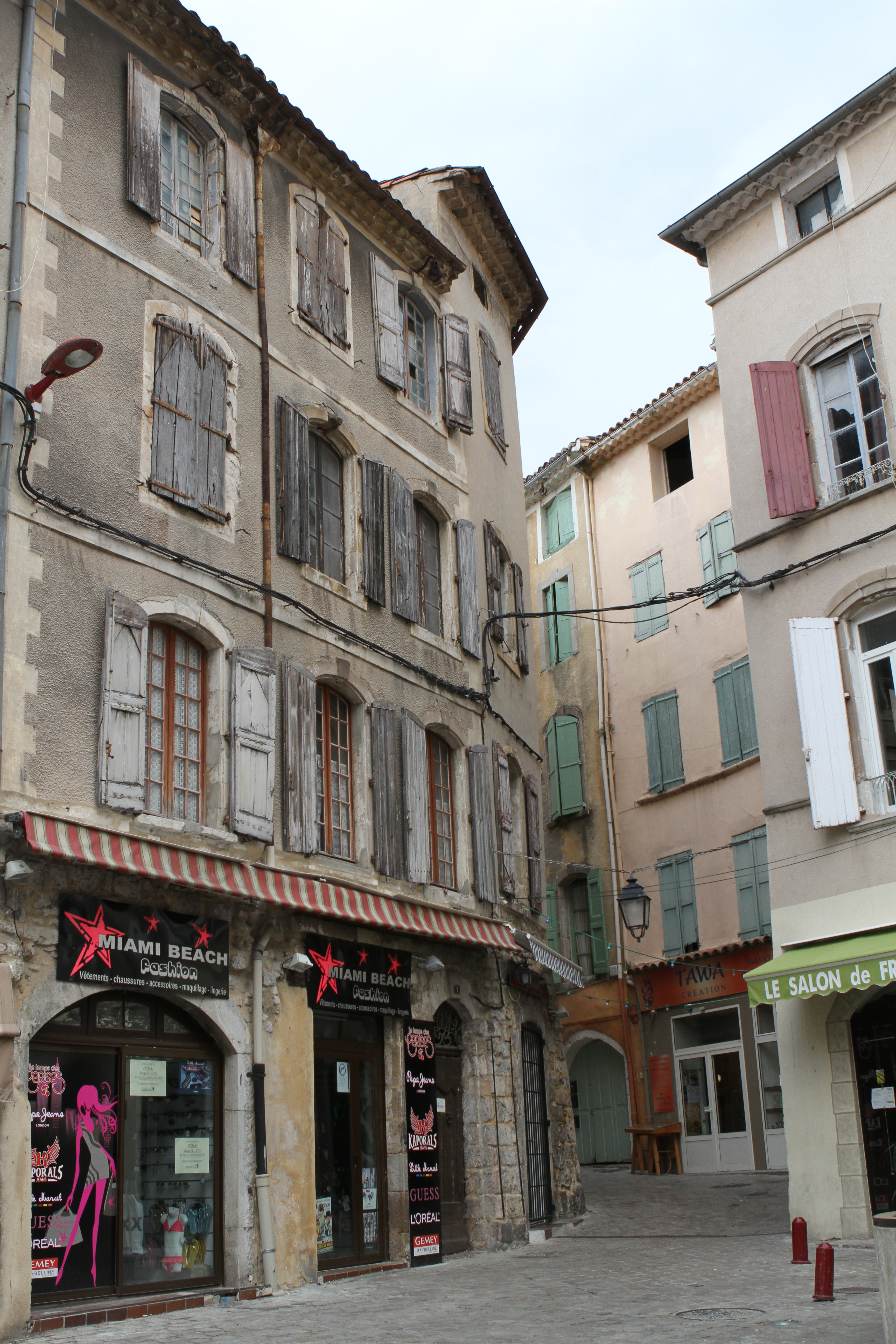
传统民居

### 旅游
昂迪兹的旅游事务由其所属的阿莱斯城市圈公共社区联合各级政府协调负责。2024年，昂迪兹境内共有3家酒店共计59间房间；另有7个露营地，可容纳共1,253辆露营车。

### 媒体
法国主要的媒体均可在昂迪兹接收，法国电视三台下属的奥克西塔尼大区频道在部分时段播出昂迪兹所在加尔省的地方新闻。奥克西塔尼加尔地区电视台、《自由南方报》、蓝色法兰西加尔-洛泽尔广播、蓝色法兰西埃罗广播等是当地主要的地方性媒体。

## 友好城市
截至2024年12月，昂迪兹暂未建立任何友好城市关系。